# E☆Traps
E☆Traps（イートラップス）は、テレビ東京系列全国ネットにて放送された番組『おはYO!E-TRAP』から結成された女性アイドルグループである。

## メンバー
- 佐々木葵（ささき あおい、1995年12月8日 - ）
- 橋本彩花（はしもと あやか、1995年8月20日 - ）
- 鈴木聖玲（すずき みれい、1996年9月4日 - ）
- 叶結花（かのう ゆか、1997年4月28日 - ）
- 溝呂木世蘭（みぞろぎ せらん、1997年4月22日 - ）

## 作品

### シングルCD
- EIYO! （2007年3月7日、NAYUTAWAVE RECORDS / ユニバーサルミュージック）

栄養素について詳しく歌っている作品。PVには、メンバーに加え服部幸應が出演。